# پاک‌کننده (فیلم ۲۰۲۵)
پاک‌کننده (به انگلیسی: Cleaner) یک فیلم اکشن و دلهره‌آور بریتانیایی محصول سال ۲۰۲۵ به کارگردانی مارتین کمبل با بازی دیزی ریدلی، کلایو اوون و تاز اسکایلر است.
اسکای اورجینال فیلم حقوق این فیلم را با برنامه‌ریزی برای اکران اوایل سال ۲۰۲۵ در اسکای سینما به دست آورد. این فیلم در ۲۱ فوریه ۲۰۲۵ در ایالات متحده منتشر شد.

## داستان
فعالان افراطی محیط زیست جشن سالانه یک شرکت فعال در زمینه انرژیهای پاک را که در شهر لندن برگزار می‌شود برای افشای فسادهای صورت گرفته تصاحب می‌کنند. برخی از اعضای تندروتر گروه، گروگان‌ها را با جلیقه های انفجاری گرفته و تهدید می‌کنند که در صورت مداخله پلیس، ساختمان را منفجر خواهند کرد. در این بین یک سرباز سابق ارتش اما بسیار آموزش دیده که به عنوان نظافتچی شیشه های ساختمان کار می‌کند و در حالیکه برادرش نیز در آن ساختمان است، سعی می‌کند گروگان‌ها را نجات دهد.

## تولید
فیلمبرداری اصلی در سپتامبر ۲۰۲۳ در لندن آغاز شده است. اولین تصاویر از فیلمبرداری ریدلی در لندن در اکتبر ۲۰۲۳ در رسانه‌ها ظاهر شد.

## بازخوردها
- در وب‌سایت جمع‌آوری نقد راتن تومیتوز دارای ۵۱ درصد تائیدیه از رای ۶۹ نقد منتقد، با میانگین امتیاز ۵٫۶ از ۱۰ مثبت است.[۵]
- در متاکریتیک که از میانگین وزنی استفاده می‌کند، بر اساس رای ۱۶ منتقد، امتیاز ۵۲ از ۱۰۰ را به فیلم اختصاص داده است که نشان دهنده نقدهای «مختلط یا متوسط» است.[۶]